# John Pickstone

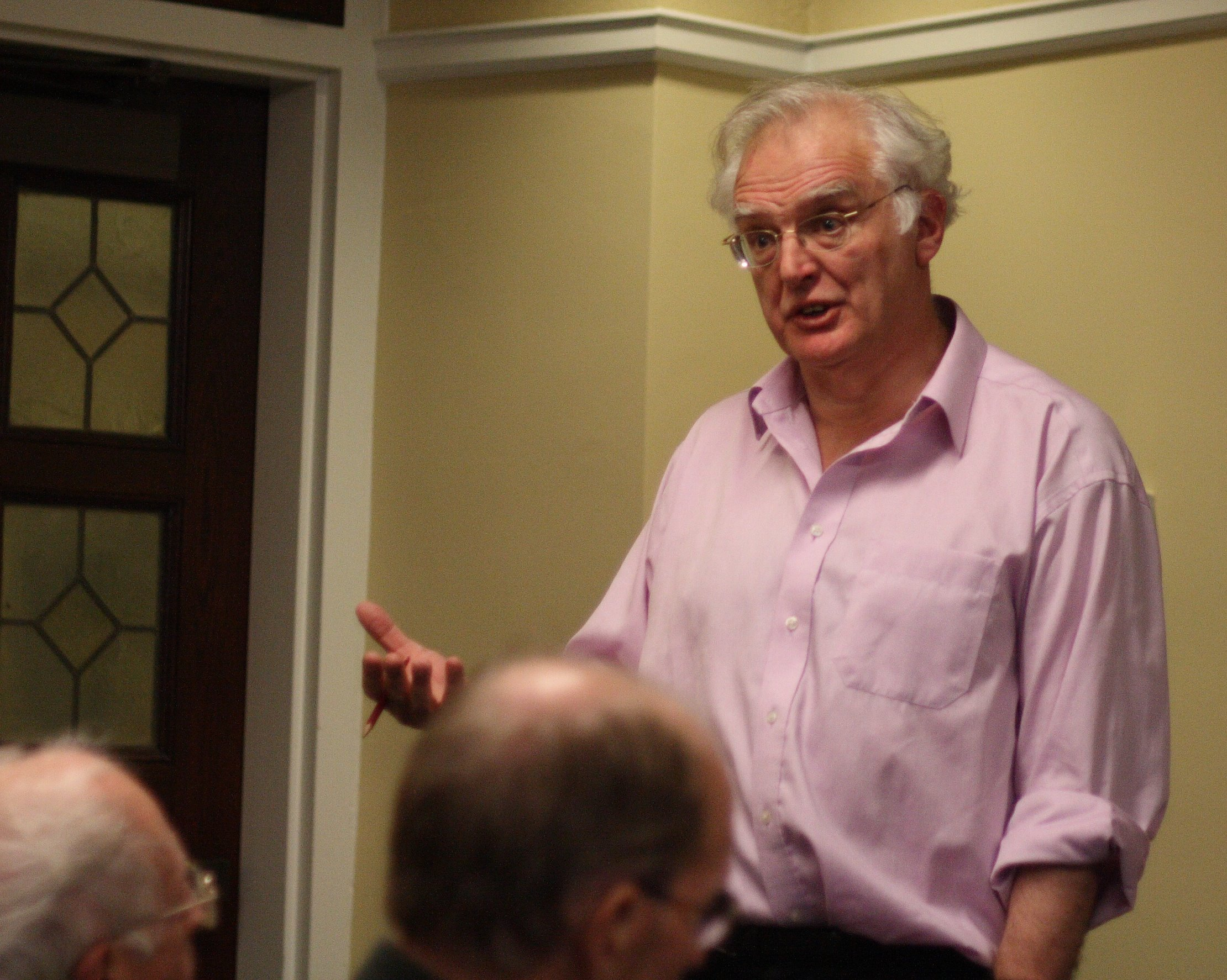
John Pickstone

John Victor Pickstone (* 29. Mai 1944 in Burnley; † 12. Februar 2014) war ein britischer Wissenschaftshistoriker (Medizinhistoriker). 
Pickstone studierte Naturwissenschaften und speziell Physiologie an der Universität Cambridge (Fitzwilliam College) und der Queen’s University in Kingston in Ontario. Nach dem Abschluss studierte er Wissenschaftsgeschichte am University College London mit dem Master-Abschluss 1969, war 1971 bis 1973 an der University of Minnesota und wurde 1974 am Chelsea College of Science and Technology der Universität London promoviert mit einer Dissertation über Physiologie im Frankreich des 19. Jahrhunderts und speziell Henri Dutrochet und dessen Arbeit zur Osmose. Danach war er an der University of Manchester (UMIST), dessen Abteilung Wissenschaftsgeschichte damals von Donald Cardwell geleitet wurde. Er befasste sich mit der Geschichte der Krankenhäuser der Region Manchesterm, wurde 1977 Lecturer und später Senior Lecturer. 1985 wechselte er an die Victoria University of Manchester, wo er das Centre for the History of Science and Technology (CHSTM) gründete und dessen Direktor wurde. Dazu gehörten auch die Wellcome Unit for the History of Medicine und das National Archive for the History of Computing. Er blieb bis 2002 Direktor und wurde dann Wellcome Research Professor.
In der Medizingeschichte befasste er sich neben den bereits erwähnten Themen unter anderem mit dem öffentlichen Gesundheitssystem (zum Beispiel Psychiatrie), medizinische Technik, Geschichte von Fiebererkrankungen und Krebs in Großbritannien und alternativer Medizin wie medizinischer Botanik.
In seinem Buch Ways of Knowing vertrat er eine ganzheitliche Sicht der Geschichte von Wissenschaft, Technologie und Medizin.
2009 gründete er das eine Woche andauernde Manchester Histories Festival zur Geschichte der Region Manchester im weitesten Sinn.
Ihm zu Ehren ist der John Pickstone Prize der British Society for the History of Science benannt.

## Schriften (Auswahl)

### Monografien
- Medicine and Industrial Society:  a history of hospital development in Manchester and its region, 1752–1946, Manchester University Press 1985, ISBN 978-0719018091.
- Ways of Knowing: A New History of Science, Technology, and Medicin, University of Chicago Press 2001, ISBN 978-0719059940.
- Herausgeber mit Peter J. Bowler: The Modern Biological and Earth Sciences, Cambridge History of Science, Band 6, Cambridge University Press 2008, ISBN 978-0521572019.

### Aufsätze
- „Working Knowledges before and after circa 1800“, Isis, Band 98, 2007, S. 489–516.
- mit David Edgerton: „Science, Technology and Medicine in Britain, 1750–2000: Modern Science in National and International Context“, Cambridge History of Science, Band 8, Cambridge UP 2008.